# Berta Kamm
Berta Kamm, geborene Stern, (geboren am 16. Oktober 1889 in Sohrau, Oberschlesien; gestorben am 10. oder 11. Dezember 1963 in Alameda County) war eine deutsche Juristin und Sprachlehrerin. Anfang der 1930er Jahre war sie als Arbeitsrichterin in Breslau tätig. Sie wurde in der Zeit des Nationalsozialismus in Deutschland als Jüdin verfolgt, weshalb sie mit ihrer Familie über Frankreich in die USA emigrierte.

## Herkunft und Familie
Berta Kamm wurde in ein wohlhabendes Elternhaus hineingeboren. Ihr Vater war Gründer eines erfolgreichen Mühlenunternehmens. Sie war die zweitälteste von insgesamt fünf Kindern. Ihr älterer Bruder war Otto Stern, der spätere Physiker und Nobelpreisträger. Zu all ihren Geschwistern, dem jüngeren Bruder Kurt und ihren Schwestern „Li“ und „Lo“, unterhielt sie ein vertrautes und herzliches Verhältnis. Ihre Schwester „Lo“ verstarb früh und auch der Tod ihrer Mutter Eugenie (geborene Rosenthal) ereilte die Familie bald. Mit dem Tod ihrer Mutter änderte sich für Berta Kamm die Rolle innerhalb ihrer Familie drastisch. Sie war zuständig für die Erziehung ihrer Geschwister und übernahm Haushaltstätigkeiten. Dieser Rolle wollte sie durch Studium und Abitur entkommen.
Sie ging auf die Höhere Mädchenschule „Augustaschule“ in Berlin SW und von 1906 bis 1907 in ein Mädchenpensionat in Weimar. 1909 legte sie die Sprachlehrerinnenprüfung in Englisch und Französisch ab. Berta Kamms Vater war mit all dem nicht einverstanden. Um ihr Abitur als Externe letztlich doch abschließen zu können, lieh sie sich Geld und nahm heimlich Mathematik- und Lateinstunden.
1913 zog die Familie nach Berlin. Dort besuchte Berta Kamm die Soziale Frauenschule Alice Salomons. 1930 bestand sie das Begabtenabitur in Berlin, und kurz darauf begann sie ihr Jurastudium im Oktober desselben Jahres in Breslau.

## Leben in Deutschland

### Leben in Deutschland bis zum Nationalsozialismus
Kamm arbeitete zu Beginn des Ersten Weltkriegs als Ehrenamtliche im Hilfsdienst der Stadt Charlottenburg, wo sie Freundschaft mit der damaligen Leiterin Marie-Elisabeth Lüders schloss.
Kurz darauf traf Berta Kamm ihren Jugendfreund Walter Kamm wieder. Er war Rechtsanwalt und Sozius geworden. Am 16. September 1916 heirateten die beiden auf dem Standesamt Charlottenburg. Das Ehepaar zog nach Breslau, wo sie sich vorwiegend im akademisch gebildeten jüdischen Bürgertum bewegten. Das Ehepaar Kamm stand politisch der Sozialdemokratie nah. Gesellschaftliche Abende im Hause Kamm waren stets von einer bunten und diversen Gesellschaft geprägt. So hielten sich unter anderen Mitglieder von Friedensorganisationen, Teile des Bürgertums ihrer Provinz, Lehrer und Ärzte bei diesen gesellschaftlichen Abenden im Hause Kamm auf.
1919 kam die gemeinsame Tochter Lieselotte zur Welt, und 1920 wurde der Sohn Max-Dietrich geboren. Die Familie führte ein wohlsituiertes Leben mit einer eigenen Köchin, Haushaltshilfen und Erziehern für die Kinder. Als Berta Kamm kurz vor der Vollendung ihres 40. Lebensjahres stand, ermutigte ihr Ehemann sie dazu, Jura zu studieren. Walter Kamm erhoffte sich eine gute Zusammenarbeit mit ihr in seiner Kanzlei. Sie hegte ein großes Interesse für juristische Fragestellungen und begann kurz nach dem Bestehen ihres Begabtenabiturs 1930 in Berlin ihr Jurastudium in Breslau.
Kamm war Mitglied des Jüdischen Frauenbunds in Breslau und Vorsitzende der Ortsgruppe der Women’s International League for Peace and Freedom. Dort hielt sie viele Vorträge. Unter anderem ihre Tätigkeit dort und ihr Umgang mit Sozialdemokraten wurde für sie ab dem Jahr 1933 zu einem Sicherheitsrisiko.
Sie spendete für die Altershilfe der Frauenbewegung (Gertrud-Bäumer-Stiftung). Auf Vorschlag verschiedener Frauenorganisationen wurde sie zur ehrenamtlichen Arbeitsrichterin ernannt.

### Leben in Deutschland während des Nationalsozialismus
Im Februar 1933 wurde Kamm mit einem Schreiben des Landgerichtspräsidenten aufgrund ihrer sogenannten „nichtarischen Abstammung“ von ihrer Arbeit als ehrenamtlichen Arbeitsrichterin beurlaubt, aufgrund von personellen Engpässen erhielt sie jedoch eine Arbeitserlaubnis für ihre Tätigkeit. In Breslau herrschte nach dem Reichstagsbrand aufgrund von Propaganda schnell eine antisemitische Stimmung, die sich vor allem gegen jüdische Anwälte richtete. Die Schutzstaffel (SS) und Sturmabteilung (SA) drangen in die Gerichtsgebäude ein und verübten Gewalttaten gegen jüdische Juristinnen und Juristen, außerdem wurde ein Gerichtsverbot gegen jüdischen Anwälte verhängt. Eine in Berlin gebildete Delegation erreichte jedoch, dass die Zulassung von zwölf jüdischen Anwälten am Landgericht und fünf am Oberlandesgericht trotz der politischen Umstände erfolgte. Allerdings durften diese Anwälte von nun an nur noch unentgeltlich Mandanten vertreten. Einer dieser Anwälte war Walter Kamm.
Die Familie wollte Deutschland zunächst nicht verlassen. Als jedoch Gerüchte über eine mögliche Gefährdung Berta Kamms aufgrund ihrer Tätigkeit in der Friedensbewegung und die Ankündigung des Judenboykotts aufkamen, änderte die Familie ihren Entschluss. Geplant war eine längere Urlaubsreise mit baldiger Rückkehr nach Deutschland. Mit dem Inkrafttreten des Gesetzes zur Wiederherstellung des Berufsbeamtentums wich die Familie jedoch von diesem Plan ab, erlangte 1933 ein Visum für Frankreich und siedelte nach Versailles über.

## Emigration nach Frankreich
Die Wahl fiel auf Frankreich, da die Familie von der sehr entgegenkommenden Art der französischen Botschaft in Zürich gegenüber „nichtarischen Deutschen“ in Bezug auf die Erteilung eines Einwanderungsvisums erfuhr. Sie erhielten ein Einjahresvisum inklusive Arbeitserlaubnis, das problemlos verlängert werden konnte. Die Familie reiste alsbald nach Paris. Das Leben in Frankreich stellte sich als nicht besonders einfach dar. Walter Kamm bekam keine Arbeit, das Leben in Versailles war teuer und die Sehnsucht nach einer Rückkehr nach Deutschland wuchs, nicht zuletzt auch, weil sich Berta Kamms frühere Freundinnen aus der Internationalen Frauenliga verleugnen ließen.
In Frankreich konnte sich die Familie an einen Freund von Berta Kamms Bruder Otto Stern wenden, Paul Langevin, der im Emigranten-Hilfswerk tätig und für sein Ansehen bekannt war. Er hatte großen Einfluss und unterstützte die Familie. So empfahl er Walter Kamm an einen jüdischen Anwalt weiter. Aufgrund dieser Kontaktvermittlungen fand sich die Familie Kamm am Beginn des Aufenthaltes in Paris in sehr guten Kreisen der französischen Gesellschaft wieder.
Obwohl sie sich in diesen Kreisen der Gesellschaft bewegten, hatte sich der Lebensstil der Familie stark verändert. Sie lebten von nun an in einem sehr kleinen Hotel, und es gestaltete sich schwer, passende Anstellungen für Walter und Berta Kamm zu finden. Mit diesen Schwierigkeiten hatte die Familie nicht gerechnet. Der Mangel an Arbeit führte auch zu finanziellen Sorgen.
Im Juni 1933 fuhr Walter Kamm zurück nach Deutschland, da er erfahren hatte, dass man ohne den Verlust seines Passes nach Deutschland einreisen konnte. Berta Kamm blieb jedoch zurück, da sich ihre Unbedenklichkeitsbescheinigung verzögerte und sie keinen Pass bekommen konnte. Erneut erkannte sie die Gefahr, die ihrer pazifistischen Tätigkeit in Deutschland geschuldet war, da einer ihrer pazifistischen Freunde, verhaftet und seine Korrespondenz beschlagnahmt wurde. Dies führte zu den berechtigten Bedenken, dass zwischen der Beschlagnahme der Korrespondenz und der Verzögerung ihrer Bescheinigung ein Zusammenhang zu finden sei. Das Alleinsein in einer fremden Stadt, zusammen mit den finanziellen Sorgen und den Sorgen um ihre Freunde, Verwandten und Bekannten in Deutschland brachten ihre Sehnsucht nach der alten Heimat zurück. Die meisten ihrer Freunde, welche in Deutschland geblieben waren, waren bereits tot, in Konzentrationslagern, oder Kamm konnte die genauen Umstände, in denen sie sich befanden, nicht erfahren.
Ein Schicksal, das sie sehr mitnahm und welches sie stets verfolgte und auch u. a. durch Briefe abzuschwächen versuchte, war das des Ministerpräsidenten von Schleswig-Holstein Herrmann Lüdemann. Dieser war aufgrund eines Restaurantbesuchs mit Berta Kamm entdeckt und später in ein Konzentrationslager deportiert worden, nachdem er sich aus Angst vor nationalsozialistischer Verfolgung vor den deutschen Behörden versteckt hatte. Für dieses Schicksal fühlte sie sich Kamm zutiefst mitschuldig.
Die fehlende finanzielle Sicherheit führte zu einem sinkenden Sicherheitsgefühl Kamms. Sie fühlte sich in Frankreich unwohl. Da sie immer häufiger Berichte über Fluchten ohne Pass über die deutsche Grenze hörte, wurde ihr schließlich klar, dass eine Rückkehr nach Deutschland nicht mehr in Betracht kam.

## Emigration in die USA
Am 30. November 1936 erreichte Berta Kamm gemeinsam mit ihrer Familie nach langem Warten auf ein US-Visum New York auf der Queen Mary, wo sie zunächst in Westchester lebte. Dort war der Start nicht sorglos, da Berta Kamm schwer krank wurde und die psychische Gesundheit ihres Bruders Kurt sich verschlechterte. Der Versuch der Geschwister, einen Psychiater für ihn zu finden, führte zu einem Kontaktabbruch seinerseits mit den Geschwistern.
Im Oktober 1937 zog Berta Kamm mit ihrer Familie nach Berkeley, Kalifornien, um, wo sie Weihnachten 1938 zum ersten Mal wieder etwas von ihrem Bruder Kurt hörte. Die Polizei aus New York informierte sie über seinen Selbstmordversuch. Bei einem zweiten Selbstmordversuch verstarb Kurt. Danach schloss Berta Kamm mit ihrem früheren Leben ab.
Sie fing zusammen mit ihren Kindern ein Studium an der University of California an. 1938/1939 erwarb sie ihren Abschluss im Deutsch-Französisch-Studium mit einem Master. Im Januar 1940 erhielt sie das California General Secondary Teachers Credential und damit die Berechtigung zu unterrichten. 1942 wurden die Kamms eingebürgert.
Der Arbeit als Sprachlehrerin für Deutsch und Französisch konnte Berta Kamm jedoch zuerst nicht nachgehen, da sie aufgrund ihrer Herzerweiterung keine Gesundheitsbescheinigung bekam. Deshalb war sie zuerst als kaufmännische Angestellte und dann als Rechnungsprüferin tätig. Von 1946 bis 1950 arbeitete sie als Aushilfslehrerin und ab 1951 war sie Sprachlehrerin am Comtra Costa Juniors College, wo sie 1957 aus Altersgründen ausschied und nur eine kleine Rente ihres verstorbenen Mannes erhielt, bis sie im Dezember 1963 verstarb. Ihre Tochter Lieselotte Templeton erlangte in den Vereinigten Staaten als Kristallografin Bekanntheit.